# NGC 6291
NGC 6291 este o galaxie situată în constelația Dragonul. A fost descoperită în 13 august 1885 de către Lewis A. Swift. Se află la o distanță de 75,46 de megaparseci de Pământ.